# Маріана Іскандер
Маріана Іскандер (англ. Maryana Iskander, [mˈæriːˌænɑː ɪskˈændər]; араб. ماريانا إسكندر) — американська соціальна підприємиця єгипетського походження, лауреатка премії Сколла. Вона є виконавчою директоркою (англ. CEO) Harambee Youth Employment Accelerator, провідної південноафриканської неурядової організації. У вересні 2021 року вона була призначена виконавчою директоркою Фонду Вікімедіа, формально вона займе цю позицію із січня 2022 року.

## Життєпис

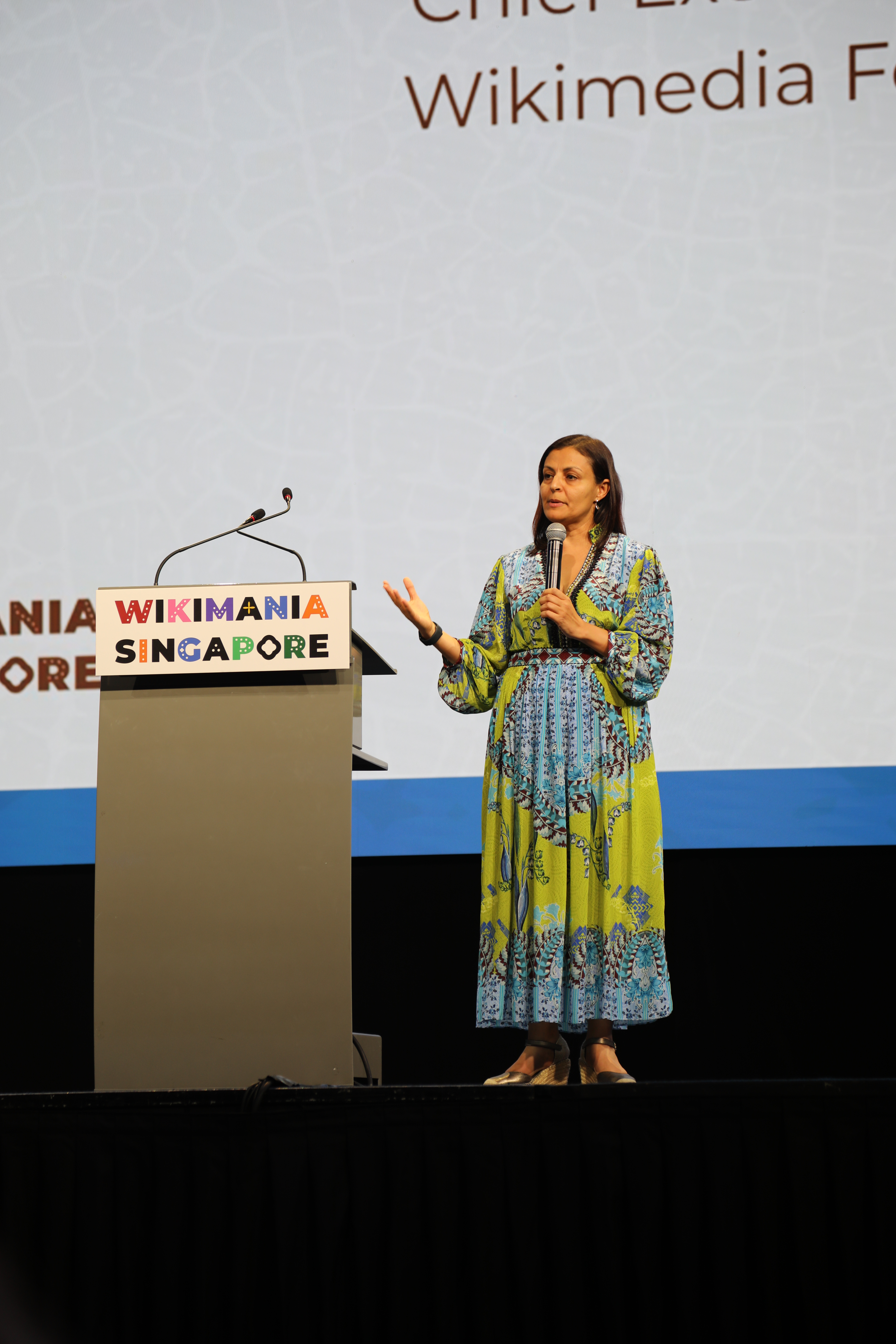
Маріана Іскандер під час Вікіманії 2023

Маріана Іскандер народилася в Каїрі (Єгипет); родина емігрувала до США, коли їй було чотири роки. Її сім'я оселилася в Раунд-Року, штат Техас. У 1997 Іскандер з відзнакою закінчила університет Райса за спеціальністю соціологія, а потім у 1999 здобула ступінь магістра в Оксфордському університеті як стипендіат Родса, де заснувала Родську асоціацію жінок. У 2003 році закінчила Єльську школу права.
Після закінчення Оксфорда Іскандер розпочала свою кар'єру як співробітниця компанії McKinsey and Co. Після закінчення Єльської школи права Іскандер працювала клерком у Діани Вуд в Апеляційному суді сьомого округу Чикаго. Потім вона була радником президента університету Райса Девіда Ліброна. Через два роки Іскандер залишила роботу в Райсі, щоб зайняти посаду головного операційного директора Федерації планованого батьківства Америки (англ. Planned Parenthood Federation of America) в Нью-Йорку. Вона також працювала стратегічним консультантом у W. L. Gore & Associates, а також юристом у Cravath, Swaine & Moore у Нью-Йорку та Vinson & Elkins у Г'юстоні.
Після того, як вона працювала в «Планованому батьківстві», Іскандер розпочала роботу у 2012 році на посаді головного операційного директора Harambee Youth Employment Accelerator у Південній Африці, а з 2013 року стала її виконавчим директором (генеральним директором). Організація Harambee зосереджена на налагодженні контактів між роботодавцями та людьми, які вперше йдуть на роботу, щоб зменшити безробіття та плинність кадрів серед молоді. Іскандер хоче, щоб роботодавці розглядали найм та утримання працівників, які вперше працювали, не як благодійну діяльність, а як талант. Напрацювавши велику базу працівників, у якій можна легко здійснювати пошук, і довівши, що молодь може бути успішно працевлаштована за допомогою цього методу, Harambee вдалося масштабувати їхні зусилля та ефективність. За час перебування Іскандер на посаді генерального директора, Harambee стала однією з провідних некомерційних організацій Південної Африки, що робить значний внесок у працевлаштування молоді Південної Африки, надавши 100 000 молодим працівникам можливості роботи у партнерстві з 500 підприємствами станом на червень 2019 року.

## Публікації
«Іскандер» опублікувала дві статті в юридичних журналах Єльського університету «Чому правова освіта не підходить жінкам» та «Методологія має значення». Вона також опублікувала статті на Африканському порталі та Daily Maverick.

## Відзнаки
Іскандер стала лауреаткою кількох помітних нагород та стипендій:
- премія Сколла за соціальне підприємництво[en]
- премія випускників Єльської школи права.[13]
- У 2002 році її нагородили стипендією Пола і Дейзі Сорос для нових американців,[14] яка призначається іммігрантам або дітям іммігрантів, «які готові внести значний внесок у суспільство, культуру чи наукову сферу США».[6]
- Стипендія Родса
- стипендія Гаррі С. Трумена[en].
- Була членом класу стипендіатів Генрі Крауна 2006 року в Інституті Аспена та їх глобальної мережі лідерів Аспена.[15]
- Організація та її керівництво отримали нагороди та фінансування від таких організацій, як Фонд Сколла[en][16] та USAID.[17]